# Empress of Canada (Schiff, 1922)
Die Empress of Canada (I) war ein 1922 in Dienst gestellter Ozeandampfer der kanadischen Reederei Canadian Pacific Steamship Company, der als Royal Mail Ship im transpazifischen Passagier- und Postverkehr zwischen der Westküste Kanadas und dem Fernen Osten eingesetzt wurde. Ab 1939 diente die Empress of Canada als alliierter Truppentransporter im Zweiten Weltkrieg, bis sie am 13. März 1943 im Südatlantik von dem italienischen U-Boot Leonardo da Vinci versenkt wurde.

## Das Schiff
Das Motorschiff Empress of Canada wurde 1920 von Canadian Pacific bei der Bauwerft Fairfield Shipbuilding and Engineering Company in Govan bei Glasgow bestellt und lief dort am 17. August 1920 vom Stapel. Das 20.157 BRT große Passagier- und Frachtschiff war 191,11 Meter lang, 23,71 Meter breit und hatte einen maximalen Tiefgang von 12,7 Metern. Es wurde mit sechs Dampfturbinen angetrieben, die auf zwei Propeller wirkten und 26.000 Wellen-PS (WPS) leisteten. Die Höchstgeschwindigkeit lag bei 18 Knoten, was sich 1928 nach einem Maschinenwechsel auf 21 Knoten erhöhte.

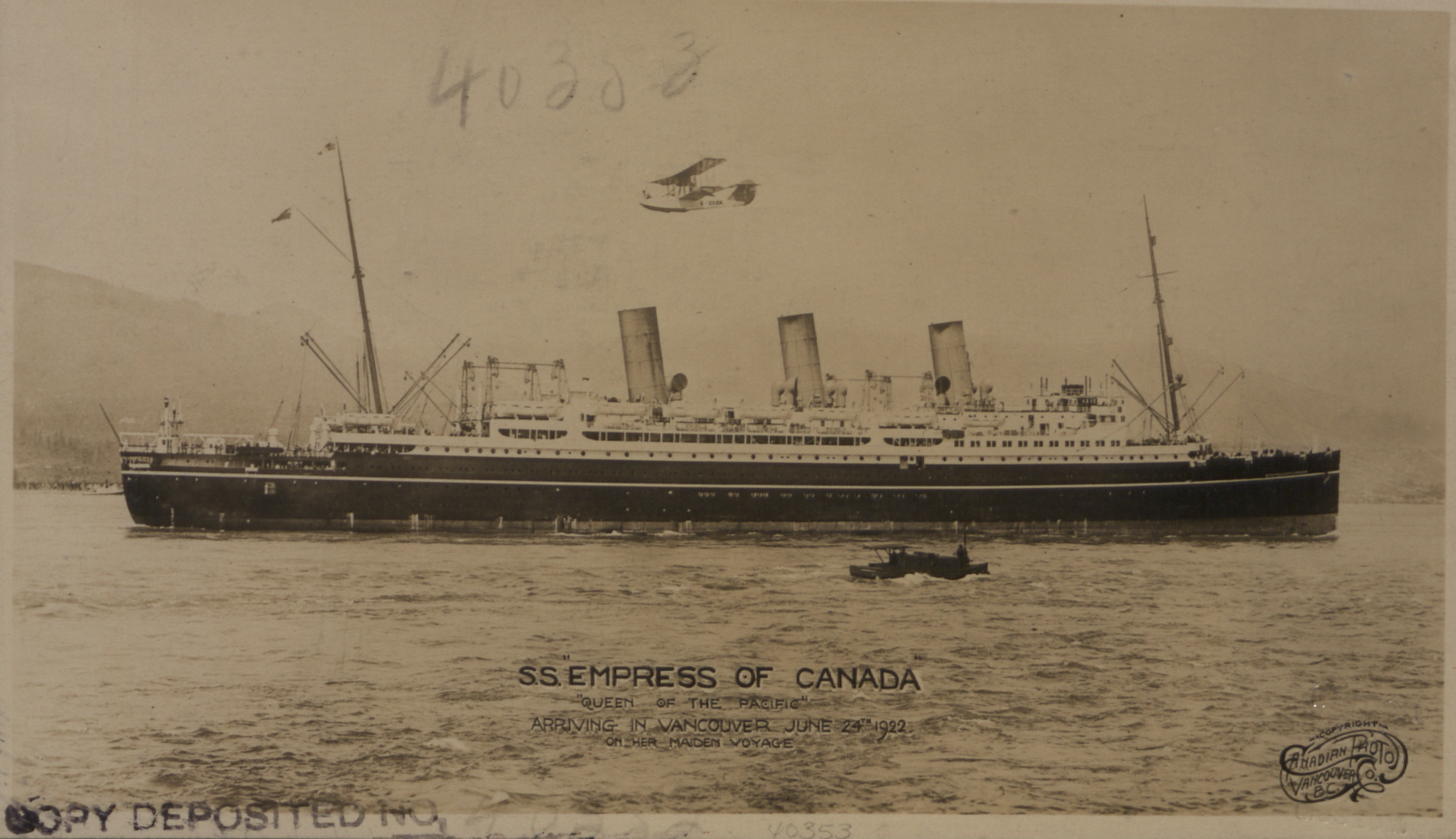
Postkartenmotiv (1922)

Die Empress of Canada konnte 488 Passagiere der Ersten Klasse, 106 der Zweiten und 926 der Dritten Klasse befördern. Das Schiff wurde ursprünglich für den Passagier- und Postverkehr nach Japan, Hongkong und China gebaut. Am 5. Mai 1922 lief sie in Falmouth zu ihrer Jungfernfahrt nach Sues und Hongkong aus. Danach wurde sie auf der transpazifischen Route eingesetzt.
Am 4. September 1923 traf die Empress of Canada in Tokio ein. Drei Tage zuvor hatte sich auf der japanischen Hauptinsel Honshū das große Kantō-Erdbeben ereignet, bei dem es tausende Todesopfer gegeben hatte. In Tokio hatte der britische Konsul bereits an Bord des Canadian Pacific-Dampfers Empress of Australia sein Hauptquartier aufgeschlagen. Die Empress of Canada wurde mit Flüchtlingen nach Kōbe geschickt, darunter 587 Europäer, 31 Japaner und 362 Chinesen.
Am 30. Januar 1924 legte sie in New York zur ersten Weltumrundung ab, die von Canadian Pacific durchgeführt wurde. Im September 1929 machte die Empress of Canada eine Überfahrt von Southampton nach Québec und kehrte dann über den Panamakanal nach Vancouver zurück.

## Truppentransporter

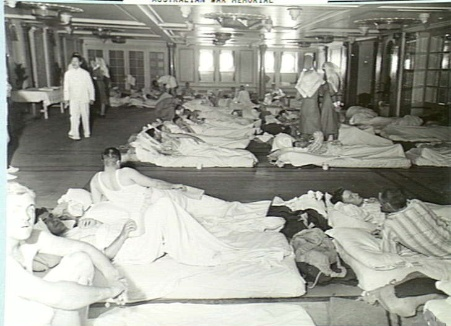
Der Ballsaal des Schiffs wurde nach Kriegsausbruch als Schlafsaal für die ANZAC-Truppen genutzt (Januar 1940)

Nach 200 Fahrten auf der Pazifikroute wurde die Empress of Canada im November 1939 zum Einsatz als Truppentransporter eingezogen. Sie beförderte hauptsächlich Truppenteile des Australian and New Zealand Army Corps (ANZAC) von Neuseeland und Australien nach Europa. Im August 1941 nahm sie an der Operation Gauntlet teil, der alliierten Evakuierung von Spitzbergen nach dem Angriff auf die Inselgruppe durch die Sowjetunion.
Am 13. März 1943 wurde die Empress of Canada etwa 400 Seemeilen südlich von Cape Palmas vor der Küste Westafrikas von dem italienischen U-Boot Leonardo da Vinci versenkt. Das Schiff befand sich unter dem Kommando von Kapitän George Goold auf einer Fahrt von Durban in Südafrika nach Takoradi (Ghana). An Bord waren 1346 Menschen, darunter 499 italienische Kriegsgefangene sowie polnische und griechische Flüchtlinge. Nach dem ersten Torpedotreffer, der sich kurz nach Mitternacht ereignete, gab der U-Boot-Kommandant Gianfranco Gazzana Priaroggia Kapitän Goold eine halbe Stunde für die Evakuierung seines Schiffs. Das Schiff sank jedoch schnell und die Rettungsaktion wurde durch die vielen verschiedenen Sprachen behindert. 392 Menschen kamen durch die Versenkung ums Leben, darunter 90 Frauen und 44 Besatzungsmitglieder. Fast die Hälfte der Todesopfer waren italienische Kriegsgefangene. Die Überlebenden trieben zwei Tage auf dem offenen Ozean, wobei sie dem Wellengang, Erschöpfung und den Angriffen von Haien und Barrakudas ausgesetzt waren.
Der Zerstörer Boreas und die Korvetten Petunia und Crocus trafen am 15. März vor Ort ein und nahmen die Überlebenden auf. Am Morgen des 16. März kam die Corinthian der Ellerman Lines hinzu, die im Jahr zuvor schon die Überlebenden der Duchess of Atholl gerettet hatte. Die  Überlebenden wurden in Durban an Land gebracht, von wo aus die meisten nach Liverpool gebracht wurden.
Die Empress of Canada war das größte der 17 durch Leonardo da Vinci versenkten alliierten Schiffe.